# Vittorio Polacco

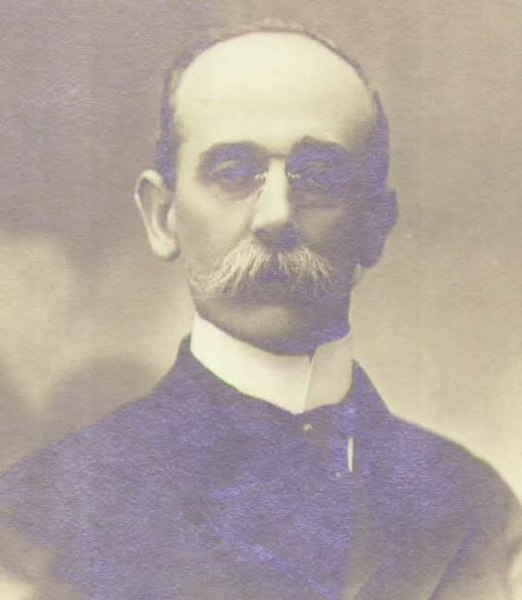
Vittorio Polacco, rector magnificus in Padua

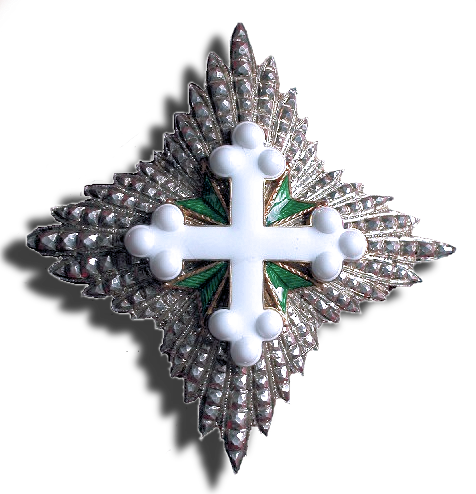
Grootofficier in de Orde van Sint-Mauritius en Sint-Lazarus

Moisè Raffael Vittorio Polacco (Padua, 10 mei 1859 – Rome, 7 juni 1926) was hoogleraar rechtsgeleerdheid en senator voor het leven in het koninkrijk Italië. 
Hij was specialist in burgerlijk recht en rechtsfilosofie. Polacco doceerde aan de universiteit van Modena (1886-1888), Padua (1888-1918) en Rome (1918-1926). Hij was rector magnificus van de universiteit van Padua van 1905 tot 1910.

## Levensloop
Polacco groeide op in een joods gezin in Padua. Zijn ouders waren Isach Polacco en Eva of Evina Melli. Hij studeerde af als jurist aan de universiteit van zijn geboortestad. Hij bekwaamde zich verder in het burgerlijk recht.
In 1886 verwierf hij de leerstoel burgerlijk recht aan de universiteit van Modena. Deze wisselde hij twee jaar later in voor een leerstoel in Padua. Als rechtsgeleerde speelde hij een rol in Italië in de overgang van de 19e eeuw naar de 20e eeuw; zijn publicaties trokken de aandacht van juristen die maatschappijkritisch waren. Hij zorgde ervoor dat het Burgerlijk Wetboek ‘gedemythiseerd’ werd, dit wil zeggen ontdaan van zijn statische dogma’s. Polacco onderzocht een nieuwe methodologie voor het privaatrecht: de methoden moesten aangepast zijn aan de sociale verschuivingen in de Italiaanse samenleving. De creativiteit van de rechter in zijn interpretaties en motivaties had veel gewicht voor Polacco. Hij interesseerde zich in het bijzonder in burgerrechten, staatsburgerschap, erfrecht, intellectuele rechten en de sociale beweging. Hij doceerde in Padua eveneens rechtsfilosofie. In dit laatste vak steunde hij op historische werken van juristen. 
Polacco was vicevoorzitter van de Koninklijke Commissie voor de herziening van het privaatrecht. 
Hij werd rector magnificus in Padua tot zijn benoeming voor het leven in de Italiaanse senaat (1910). Vanaf dan nam Polacco’s academisch-juridische carrière een politieke invulling. Hij zetelde onder meer in commissies die het petitierecht hervormde, de geloofsbrieven van nieuwe senatoren doornam, alsook in de commissie die de internationale verdragen juridisch toetste. 
Polacco was lid van verschillende academies. Zo was hij lid van het Istituto veneto di scienze, lettere ed arti in Venetië (vanaf 1895), de Accademia delle Scienze in Turijn (sinds 1906) en de Accademia dei Lincei in Rome (vanaf 1920). Meerdere eerbewijzen ontving hij van de Italiaanse Staat: grootofficier in de Orde van Sint-Mauritius en Sint-Lazarus en commandeur in de Orde van de Italiaanse Kroon.
Na de Eerste Wereldoorlog verhuisden Polacco en zijn gezin naar Rome. Hij werd namelijk hoogleraar burgerlijk recht in Rome. Het fascisme kwam er nadien aan de macht. Consequent distantieerde Polacco zich van dit regime. In 1925 hield hij een opvallende voordracht in de Senaat. Hij pleitte voor vrijheid van geweten en bekritiseerde in dat kader de invoering van verplichte katholieke godsdienstlessen in de basisschool. 
Hij overleed na een lange ziekte in 1926. Zijn weduwe Fanny Luzzatto hertrouwde en de familie vluchtte in 1939 naar Brazilië, uit vrees voor vervolging in het kader van de rassenwetten.